# Afonso Pegado
Afonso Pegado (* 6. April 1987) ist ein portugiesischer Pentathlet, der auch als Sommerbiathlet antritt.
Afonso Pegado vom Verein AAACM gab sein internationales Debüt im Rahmen der Sommerbiathlon-Weltmeisterschaften 2009 in Oberhof. Bei den Wettkämpfen im Crosslauf-Biathlon wurde er 56. im Sprint und kam in der anschließenden Verfolgung auf den 50. Platz.